# Kerosene Creek Waterfall
Der Kerosene Creek Waterfall ist ein Wasserfall im Gebiet der Ortschaft Waiotapu in der Region Waikato auf der Nordinsel Neuseelands. Er liegt im Lauf des Kerosene Creek. Seine Fallhöhe beträgt rund 2 Meter. Der Wasserfall ist wegen des Thermalwassers eine beliebte Badestelle.
Vom New Zealand State Highway 5 zweigt nördlich des Thermalgebiets von Waiotapu die Old Waikaremoana Road nach Südosten ab, an der nach 2 km ein Besucherparkplatz liegt. Von hier aus sind es fünf Gehminuten zum Wasserfall.